# Pidgin
Pidgin (dawniej Gaim) – wieloplatformowy komunikator internetowy, obsługujący szereg protokołów transmisyjnych. Pidgin jest wolnym oprogramowaniem, dostępnym na warunkach GNU GPL.
Pidgin został stworzony przez Marka Spencera dla systemów uniksowych, jednak obecnie jest dostępny także dla systemów Windows, MacOS, SkyOS i Qt Extended (dla urządzeń PDA).

## Cechy komunikatora
Najnowszą tendencją w Pidgin jest rozdzielenie warstwy komunikacyjnej (utworzenie rdzenia libpurple, dawniej libgaim) od interfejsu, co pozwoli innym programistom napisać dowolnego innego klienta – przykładem jest klient Adium.
PhoneGaim to pokrewne oprogramowania dostępne na bazie GPL, które wykorzystuje protokół SIP dla komunikacji głosowej za pośrednictwem VoIP.